# Agrotis nigricosta
Agrotis nigricosta là một loài bướm đêm trong họ Noctuidae.